# 尾道市因島定期輸送車
尾道市因島定期輸送車（おのみちしいんのしまていきゆそうしゃ）は、広島県尾道市の因島内にて運行している廃止代替バスである。

## 概要
- 1983年12月の因島大橋開通により廃止された東廻り航路の代替交通機関として運行していた、因島市椋浦町と鏡浦町との間の民間路線バスが廃止されることになったため、当時の因島市が自家用有償旅客運送（いわゆる80条バス）者として運行を開始した[1]。
- 運賃は後払いで、200円均一である。小児（12歳未満）は半額。親同伴の6歳未満の小児は1人まで無料。
- 1月1日～1月3日は運休。

## 沿革
- 1996年度 - 因島市により三浦線定期輸送車（三浦線バス）運行開始[1]。
- 2006年1月10日 - 因島市の尾道市への編入に伴い、尾道市に引き継がれ、尾道市因島定期輸送車となる。

## 路線
以下1路線がある。　※全バス停記載　
- 入川橋 - 外浦 - 鏡浦 - 椋浦 - 千守　《9.2km》

## 車両
- 因島市当時は三菱・デリカスペースギアを使用していた。現在は10人乗りワゴン車（日産・キャラバン）をリース契約にて使用している[1]。

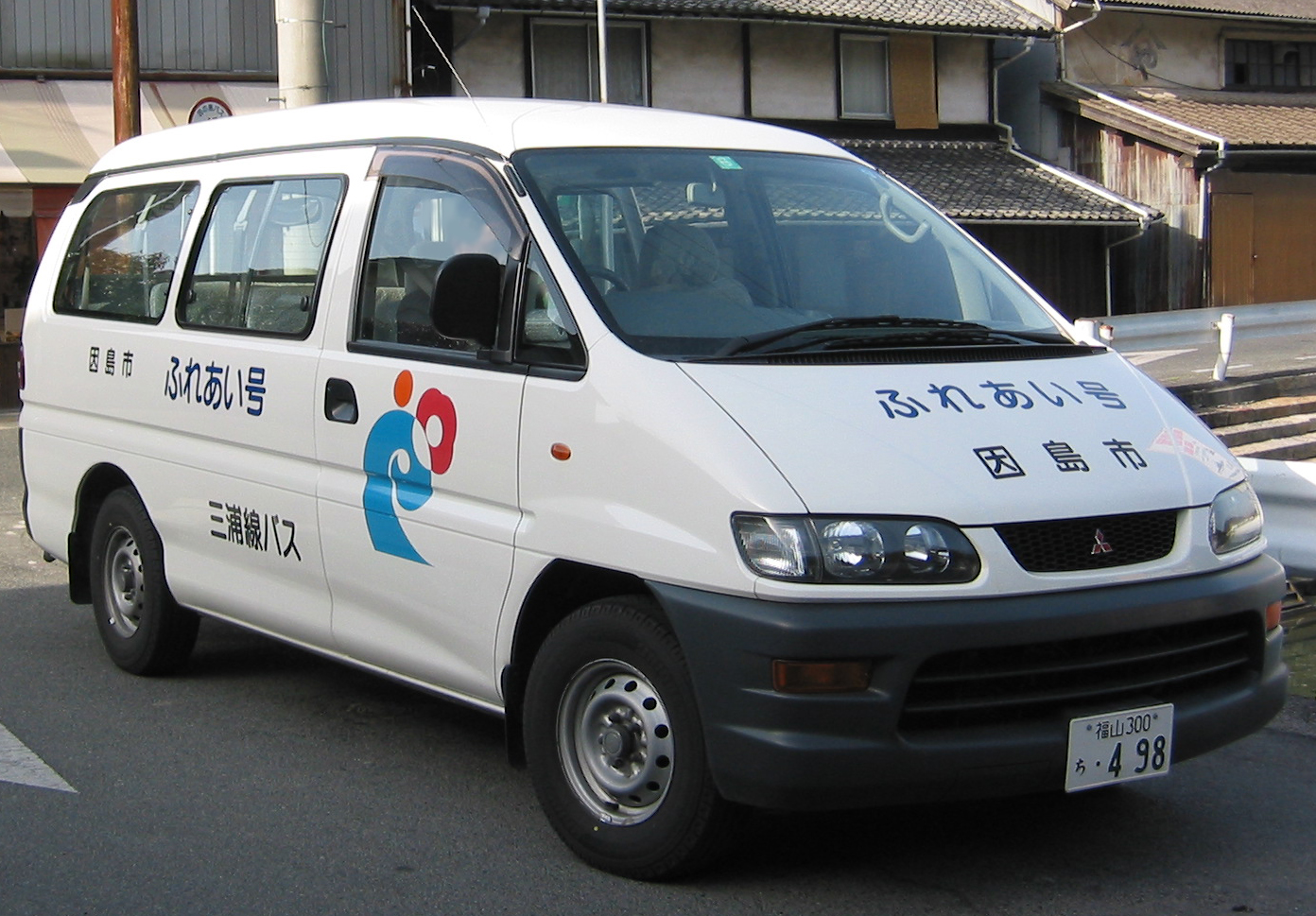
三浦線バス（因島市当時）の車両（2004年）